# Centaurea spectabilis
Centaurea spectabilis là một loài thực vật có hoa trong họ Cúc. Loài này được (Fisch. & C.A.Mey.) Sch.Bip. mô tả khoa học đầu tiên năm 1847.